# CIVT-DT
CIVT-DT (également connu comme CTV British Columbia, CTV Vancouver ou CTV 9) est une station de télévision canadienne située à Vancouver, Colombie-Britannique. Détenue par Bell Média, elle fait partie du réseau CTV. Ses studios sont situés au 750 Burrard Street (en) au centre-ville de Vancouver, et son antenne est située au sommet du mont Seymour.
CIVT-DT est la seule station du réseau CTV en Colombie-Britannique. Son antenne couvre Vancouver, Victoria et le nord de l'État de Washington. Elle rejoint la province par câble ou satellite.

## Histoire
Le réseau CTV sert la province via CHAN-TV depuis octobre 1960.
En janvier 1997, le CRTC approuve la demande de Baton-Electrohome pour une nouvelle station de télévision à Vancouver. La station est lancée le 22 septembre 1997 sous le nom "Vancouver Television" (VTV), et diffusait la programmation de Baton Broadcast System (en) (sans s'y affilier) qui ne faisait pas partie du réseau CTV, ainsi que quelques séries et films provenant de CITY-TV Toronto, puisque CHUM Limited ne possédait pas de station dans la province à cette époque.
À la fin de 1997, Baton a acquis Electrohome et pris contrôle du réseau CTV, mettant fin à son réseau BBS. CIVT diffuse quelques émissions de CTV en substituant le logo de CTV à l'écran par celui de VTV. Une restriction de 40 heures par semaine de la programmation réseau de CTV est imposée à CHAN (appartenant à WIC), qui comble ses trous de programmation avec la programmation de CITY. En 2000, Canwest (propriétaire du réseau Global) fait l'acquisition de WIC. Le 1er septembre 2001 dans un remaniement, CIVT devient officiellement l'afflié CTV alors que CHAN devient l'affilié Global.

## Télévision numérique terrestre et haute définition
CIVT a d'abord fourni un signal haute définition via Bell Télé dès le 1er juin 2004.
CIVT a commencé à diffuser en mode numérique en 2006 au canal 33. Lors de l'arrêt de la télévision analogique et la conversion au numérique qui a eu lieu le 1er septembre 2011, CIVT a mis fin à la diffusion en mode analogique du canal 32 à 0 h 5, après le bulletin de nouvelles, et a ensuite déplacé son canal de diffusion numérique au 32.